# Eduard Osy de Zegwaart
Eduardus Josephus Franciscus de Paulo Osy de Zegwaart (Deurne, 24 maart 1832 - Ekeren, 5 december 1900) was een Belgisch grootgrondbezitter en politicus voor de Meetingpartij en vervolgens de Katholieke Partij.

## Biografie

### Familie
Baron Eduard Osy was een zoon van Jean Osy, lid van het Nationaal Congres, volksvertegenwoordiger en senator, en Marie-Jeanne de Knyff. Zijn grootvaders waren Corneille Osy de Zegwaart, lid van de Eerste Kamer, en Jacques-Michel de Knyff, schepen en stadssecretaris van Antwerpen.
Hij trouwde in 1853 in Antwerpen met Jeanne della Faille de Waerloos (1832-1857) en in een tweede huwelijk in 1859 in Antwerpen met Mathilde Villers. Uit dit tweede huwelijk had hij zeven kinderen, onder wie:
- Pauline Osy de Zegwaart (1863-1912), trouwde in 1883 in Antwerpen met Alphonse Ullens (1857-1944), burgemeester van Schoten, zoon van Herman Ullens, burgemeester van Mortsel, en broer van Charles Ullens (1854-1908), advocaat, gemeenteraadslid van Schoten, provincieraadslid van Antwerpen en volksvertegenwoordiger. Ze kregen vier zoons en twee dochters, met afstammelingen tot heden.
- Gabrielle Osy de Zegwaart (1864-1924), trouwde in 1888 in Ekeren met baron Paul van Reynegom de Buzet (1860-1941), burgemeester van Herenthout, provincieraadslid van Antwerpen en senator, zoon van baron Ferdinand van Reynegom de Buzet, provincieraadslid van Antwerpen. Ze kregen vier dochters, met afstammelingen tot heden.
- Coralie Osy de Zegwaart (1869-1898), trouwde in 1897 in Antwerpen met baron Albert Peers de Nieuwburgh (1866-1937), burgemeester van Oostkamp, zoon van Edouard Peers de Nieuwburgh, burgemeester van Waardamme. Het huwelijk bleef kinderloos.

In 1887 ontving hij toestemming om voor hem en zijn nakomelingen 'de Zegwaart' aan hun familienaam toe te voegen.
Hij was een schoonbroer van John Cogels, schepen van Antwerpen en senator.

### Loopbaan
Osy de Zegwaart was grootgrondbezitter en stamde uit een vooraanstaande Antwerpse familie afkomstig uit Rotterdam. In korte tijd had de familie een bijzonder goede reputatie opgebouwd in de financiële en handelswereld. Ze was innig vervlochten met de familie Cogels, die eveneens prominent aanwezig was in het Antwerpse openbare leven. 
In 1864 werd Osy verkozen tot provincieraadslid en oefende dit mandaat uit tot in 1876. Vervolgens zetelde hij voor de Meetingpartij en later de Katholieke Partij van 1877 tot 1878 voor het arrondissement Antwerpen in de Senaat en van 1880 tot 1889 voor hetzelfde arrondissement in de Kamer van volksvertegenwoordigers. 
Hij werd door de katholieke regering in 1889 aangeduid als provinciegouverneur van Antwerpen. Hij was de eerste van vijf provinciegouverneurs in de periode 1890-1921 die allen tot katholieke aristocratische Antwerpse families behoorden. Ze waren onderling nauw verbonden en zetelden allen gedurende korte tijd. Zijn neef Frédégand Cogels volgde hem op na zijn overlijden in 1900 als provinciegouverneur.